# Orde van de Veldtocht van Carabobo
De Orde van de Veldtocht van Carabobo (Spaans:Orden de Campaña de Carabobo") is een orde van verdienste van Venezuela.
De orde die een enkele graad heeft herinnert aan de overwinning van het rebellenleger dat de Spaanse koloniale macht bij Carabobo verjoeg. Het versiersel van de orde is een ronde gouden medaille aan een blauw lint met drie smalle verticale zwarte strepen. Er is ook een Orde van de Ster van Carabobo. Op de medaille is een triomfpoort afgebeeld.